# Rogojești, Botoșani
Rogojești (în germană Rogoschestie, poloneză Rogożestie) este un sat în comuna Mihăileni din județul Botoșani, Bucovina, România.
Între anii 1774-1918, satul Rogojești a făcut parte din Bucovina. După reforma administrativă comunistă din 1950, satele bucovinene Rogojești, Sinăuții de Jos și Cândești au fost incluse în comuna Mihăileni. În zonă se face simțită o influență ucraineană, localnicii folosind această limbă pe lângă limba română. Râul Siret trece pe lângă localitate.
În Rogojești se află conacul familiei Flondor.

## Recensământul din 1930
Componența etnică a satului Rogojești
     Români (93%)
     Evrei (0,8%)
     Ruteni (5,75%)
     Altă etnie (0,4%)
Componența confesională a satului Rogojești
     Ortodocși (98,37%)
     Romano-catolici (0,5%)
     Mozaici (0,8%)
     Altă etnie (0,4%)
Conform recensământului efectuat în 1930, populația satului Rogojești se ridica la 1209 locuitori. Majoritatea locuitorilor erau români (93,0%), cu o minoritate de evrei (0,8%) și una de ruteni (5,75%). Alte persoane s-au declarat: germani (4 persoane) și polonezi (3 persoane). Din punct de vedere confesional, majoritatea locuitorilor erau ortodocși (98,3%), dar existau și romano-catolici (0,5%) și mozaici (0,8%). Alte persoane au declarat: evanghelici\luterani (1 persoană) și greco-catolici (5 persoane).
Trebuie menționat faptul că rezultatele recensământului din 1930 nu reflectă realitatea de la acea vreme, deoarece înainte și după recensământ majoritari au fost rutenii/ucrainienii. O astfel de discontinuitate este improbabilă, cauza putând fi o viciere a rezultatelor. O altă posibilitate este ca rutenii să se fi declarat români din diferite motive.

## Structura populației în 1880
Conform Dicționarului geografic al Regatului Poloniei și al altor țări slave, în anul 1880 populația satului Rogojești era formată din 1052 de locuitori, dintre care: 951 de ruteni (90,4%), 63 de români (6%), 14 germani (1,3%) și 24 de altă etnie (2,3%).
După religie, 977 erau ortodocși (93%), 48 romano-catolici (4,7%) și 27 mozaici (2,3%).

## Vezi și
- Acumularea Rogojești

## Legături externe
pl Rogożestie în Dicționarul geografic al Regatului Poloniei și al altor țări slave, volum IX (Poźajście — Ruksze) 1888

1. ↑  Recensământul General al Populației României. 1930.